# Клуб привидів
Клуб привидів (англ. The Ghost Club) — некомерційна науково-дослідницька організація, створена в Лондоні в 1862 році. Своєю основною метою ставить дослідження паранормальних явищ, таких як привиди.

## Історія
Передумови для створення клубу виникли в 1855 році в Кембриджі, де група студентів Триніті-коледжу почала збиратися для обговорення привидів і психічних явищ. Формально клуб був заснований у Лондоні в 1862 році (зустрінуте уїдливими публікаціями в TheTimes), серед перших його членів були Чарльз Діккенс, вчені Кембриджського університету і священнослужителі. Одним із перших заходів клубу було дослідження так званого «кабінету духів» відомих американських медіумів братів Девенпорт в 1862 році. Результати цього розслідування так і не були оприлюднені.
У 1860-х клуб проводив практичні дослідження спіритизму, які був тоді в моді в колах лондонського суспільства, але після смерті Ч. Діккенса в 1870 році фактично згорнув свою діяльність. Відродження діяльності клубу почалося в День Всіх Святих 1882 року ініціаторами його виступили Альфред Воттс, син британського поета і журналіста Аларіка Воттса, і знаменитий медіум того часу преподобний Стентон Мозес. У деяких джерелах їх називають первинними засновниками клубу, без урахування його створення в 1862 році.  
Тоді ж, в 1882 році, в Лондоні сером Вільямом Барреттом і Едмундом Роджерсом було створено Товариство психічних досліджень (ОПІ) з метою наукового вивчення паранормальних явищ і людських здібностей, ряд членів якого одночасно складався в Клубі привидів  Між ОПІ і Клубом привидів спочатку склався свого роду поділ «сфер впливу»: ОПІ займалося «академічними» дослідженнями паранормальних явищ, Клуб ж об'єднував в своїх рядах переконаних прихильників того, що існування паранормальних явищ не підлягає сумніву. Стентон Мозес пішов з поста віце-президента ОПІ в 1886 році і присвятив себе виключно діяльності в клубі, який проводив збори щомісяця. У клубі складалося в цілому 82 члена у віці понад 54 років, при цьому жінки не приймалися в члени клубу. Клуб служив свого роду притулком для любителів паранормальних явищ, які не могли вести діяльність в іншому місці. Серед них були, зокрема, Вільям Крукс, який після скандалу з приводу його досліджень медіума Флоренс Кук ледь не втратив звання почесного члена Королівського товариства, фізик сер Олівер Лодж, психоаналітик і парапсихолог Нандор Фодор і сер Артур Конан Дойл, творець Шерлока Холмса.
Згідно з архівними документами, в клубі існувала традиція — щорічно 2 листопада виробляти «перекличку» усіх членів клубу — як живих, так і померлих, при цьому померлі члени клубу розглядалися як присутні.
Тематика питань, що обговорювалися на засіданнях клубу, включала єгипетську магію і ясновидіння.
У діяльності клубу також брали участь поет У.Єйтс (вступив в клуб в 1911 році) і з 1925 року — архітектор Фредерік Бонд, відомий своїми нав'язливими дослідженнями спіритизму в Гластонбері. Бонд згодом переїхав до США, де став активним членом Американського товариства психічних досліджень, і після повернення до Великої Британії в 1935 році знову брав участь в роботі Клубу привидів. Глава Коледжу Ісуса Артур Грей в 1919 році назвав Клуб привидів в своїй статті «набридливим клубом» у зв'язку зі славною історією про «кембриджського привида», яку деякі до цих пір вважають реальною.
У 1920-х роках популярність Клубу привидів знизилася, а вжиті ним дослідження були за своїм рівнем далекі від сучасних їм лабораторних і клінічних досліджень в психології і парапсихології. У 1927 році в клуб вступив відомий письменник і парапсихолог Гаррі Прайс, також в нього вступив Нандор Фодор. У 1936 році з огляду на різке падіння відвідуваності Г.Прайс, Ф.Бонд та група членів клубу погодилися призупинити роботу клубу після проведених 485 зборів. Це рішення було прийнято на зборах клубу 2 листопада 1936 року, архіви клубу були передані в Британський музей за умови збереження їх конфіденційності до 1962 року.
Через 18 місяців Г.Прайс відновив діяльність Клубу привидів в форматі «обідньої суспільства», куди дослідники психічних явищ і медіуми запрошувалися для бесід після вечері. Прайс також вирішив допускати в клуб жінок. Серед членів клубу в цей період були філософ Сиріл Джоад, сер Джуліан Хакслі, письменник Елджернон Блеквуд, сер Осберт Сітвелл і лорд Емвелл.
Після смерті Г.Прайса в 1948 році керівництво клубом перейшло до Пилипа Полу і письменнику Пітеру Андервуду. З 1962 року П.Андервуд був президентом клубу, багато аспектів діяльності клубу знайшли відображення в його книгах. У 1967 році в клуб вступив Том Перротта, який в 1971 році став його головою і займав цю посаду до 1993 року. У 1993 році клуб пережив період розколу, в ході якого Пітер Андервуд очолив «Товариство клубу привидів», засноване ще в 1851 році, куди пішов разом з деякими членами Клубу привидів. Том Перротта в ході кризи подав у відставку, але був знову запрошений на посаду голови Клубу привидів і прийняв це запрошення.
В ході кризи було вирішено реорганізувати Клуб привидів в більш демократичну організацію, скасувати принцип членства за рекомендаціями існуючих членів, об'єднати посади Голови та Президента і надати право всім членам клубу виступати на засіданнях ради. Також Клуб привидів розширив тематику своєї діяльності, включивши туди дослідження НЛО, біолокації, криптозоологии і аналогічних тем.
У 1998 році Перротта пішов у відставку з поста голови Клубу (хоча продовжував брати участь в клубних справах), його наступником було обрано адвокат Алан Мёрді. Алан Мерді є автором ряду книг про привидів  і регулярним автором щомісячного журналу Fortean Times, присвяченого тематиці паранормальних явищ. У 2005 році головою Клубу була вперше обрана жінка — Кеті Гірінг, яка займала цей пост до літа 2009 року. На початку жовтня 2009 року було оголошено, що головою Клубу привидів знову обраний Алан Мерді.
В даний час клуб проводить щомісячні зустрічі по суботах в Лондоні, в приміщенні Victory Services Club, недалеко від Мармурової арки на Оксфорд-стріт. Щорічно клуб проводить дослідження паранормальних явищ в Англії, а останнім часом — також в Шотландії, під керівництвом Координатора досліджень по Шотландії Дерека Гріна, якого нещодавно було призначено на посаду Координатора всіх досліджень Клубу.

## Відомі члени клубу
Членами Клубу привидів були багато відомих людей, серед яких — Чарльз Діккенс, сер Артур Конан Дойл, сер Вільям Крукс, сер Олівер Лодж, головний маршал авіації лорд Доудінг, письменник Артур Кестлер, філософ Сиріл Джоад, автогонщик Дональд Кемпбелл, сер Джуліан Хакслі, сер Осберт Сітвелл, поети У. Б. Йетс і Зігфрід Сассун, письменник Денніс Уїтлі, актор Пітер Кашинг, Пітер Андервуд, дослідник паранормальних явищ Моріс Гроссе, відомий своєю роботою «Енфілдскій полтергейст». Серед живуть в даний час членів клубу — полковник Джон Блешфорд-Снелл, дослідник паранормальних явищ преподобний Лайонел Фантхорп, письменники Лінн Пікнетт, Колін Вілсон, Джефф Холдер, а також парапсихолог і телеведучий Кіран О'Кіф, який є радником клубу.

## Дослідження клубу
За час своєї діяльності Клуб досліджував багато місць, пов'язаних з привидами, зокрема, церква в Борло, Чінг Холл в Уіттінгеме, Квінс-хаус, Музей британських Королівських ВПС, Замок Глеміс, театр в Вінчестері, руїни Ram Inn в Воттон-анде-Едж, Ham House, Вудчестерскій особняк, замок Белгоні, село Нью-Ленарк, форт Келхаус, Королівський Концертний зал Глазго, вежу Аллоа, Шотландський шкільний музей, Пріорат Мічелхем, палац Калросс і Нову в'язницю в Клеркенвелл. Звіти про більшість досліджень можна знайти на вебсайті клубу.